# Kim Jen Sun
Kim Jen Sun (ros. Ким Ен Сун, ur. 16 czerwca 1926 we wsi Doronbou w rejonie sujfuńskim w Kraju Nadmorskim, zm. 15 stycznia 2009 w Nowosybirsku) – pracownica kołchozu im. Woroszyłowa, przodownica pracy, Bohater Pracy Socjalistycznej (1948).

## Życiorys
Urodziła się w koreańskiej rodzinie, w dzieciństwie wraz z rodzicami została deportowana do Kazachstanu podczas wielkiego terroru. Ukończyła niepełną szkołę średnią, od 1942 pracowała w arteli rolniczej im. Woroszyłowa w rejonie karatalskim w obwodzie tałdykorgańskim, wstąpiła do Komsomołu. Od 1943 kierowała tam drużyną zbierającą zboże, po kilku latach za wyróżnianie się w pracy została nagrodzona medalem za ofiarną pracę w Wielkiej Wojnie Ojczyźnianej. Od 1947 kierowała drużyną prowadzącą zbiory buraka cukrowego. Za rekordowe zbiory za rok 1947, decyzją Prezydium Rady Najwyższej ZSRR z 28 marca 1948 otrzymała Medal Sierp i Młot Bohatera Pracy Socjalistycznej i Order Lenina, zostając jedną z najmłodszych osób wyróżnionych tym tytułem. Później kontynuowała pracę w kołchozie. Następnie przeniosła się do Nowosybirska, gdzie zmarła i została pochowana.